# Доколумбови презокеански контакти с Америка
Доколумбови презокеански контакти с Америка е общо наименование на контактите между местните жители, установили се в Америка преди 10 хилядолетие пр.н.е. и хора извън континента – от Азия, Африка, Европа или Океания, реализирани в епохата преди пристигането на Христофор Колумб в Карибския басейн през 1492 година. По практически съображения се изключват пътуванията през Беринговия проток или изчезналия провлак в тази област.
Единственият надеждно установен доколумбов презокеански контакт е скандинавското заселване в Нюфаундленд около 1000 година.
Съществуват множество други хипотези за доколумбови контакти, основаващи се на исторически източници, археологически находки и културни аналогии. Повечето то тях обаче са спорни, донякъде заради съмнителните или косвени свидетелства, предлагани от техните привърженици. Научните реакции на тези хипотези варират от сериозно разглеждане в авторитетни издания до отхвърляне като маргинална наука или псевдоархеология.

## Други хипотези

### Семитски контакти
Сайръс Гордън счита, че древните семити – финикийци и пуни са прекосили Атлантическия океан в древността, и в крайна сметка са достигнали до Мезоамерика, и впоследствие културата се разпостранила и към инките в Южна Америка.  Тази хипотеза донякъде съвпада с времето на възникване на първата високоразвита доколумбова култура в Америка – тази на олмеките, която се датира въз основа на радиовъглеродния анализ в периода между 1200 г. пр.н.е. до 400 г. пр.н.е., която датировка напълно съвпада с периода на възникване и разпространение на морските култури на т.нар. морски народи, финикийците и пуните в Стария свят. 

Първата мезоамериканска цивилизация на олмеките е датирана въз основа на два независими и паралелни радиовъглеродни анализи на открити предмети, между 1000 г. пр.н.е и 600 г. пр.н.е. и между 800 г. пр.н.е. и 400 г. пр.н.е. Ето до какво обобщение достига Тур Хейердал в тази връзка за нейния произход: 
| „ | Сходствата между ранните цивилизации на Египет и Мексико не са ограничени до пирамидите ... И в Мексико, и в Египет е съществувала високоразвита система на йероглифна писменост ... Учените отбелязват приликата в стенописите на храмове и гробници, сходната конструкция на храмовете и изкусните мегалитни колонади. Обърнете внимание на това, че изкуството на строеж от плочи на архитектурни арки от двете страни на Атлантическия океан не е било известно и застъпено. Обърнете внимание и на наличието на циклопски по размер каменни човешки фигури, на невероятните астрономически познания и високо развитата календарна система в Мексико и Египет. Учените съпоставят удивителното съвършенство на практиката на трепанация на човешкия череп, характерна за древната средиземноморска култура, Мексико и Перу, а също така и на сходния египетски и перуански обичай на мумифициране. Тези и други обширни доказателства за сходството на културите, взети заедно, може да потвърдят теорията, че веднъж или многократно морски съдове от бреговете на Средиземно море са прекосявали Атлантическия океан и са принесли основите на цивилизацията на аборигените на Мексико. | “ |

 (от списание „Egypt travel magazine“ № 21,23 – 29 май 1969 г., стр. 31)